# 岐阜県道190号忠節停車場線

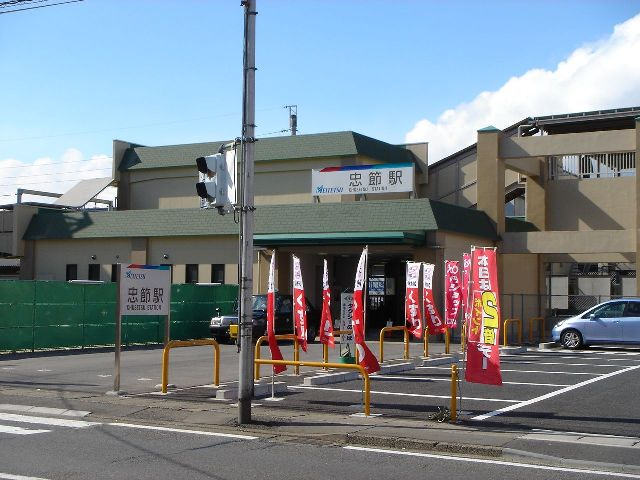
起点の忠節駅

岐阜県道190号忠節停車場線（ぎふけんどう190ごう ちゅうせつていしゃじょうせん）は、岐阜県岐阜市内を通っていた一般県道である。
2011年（平成23年）3月1日付けで県道の路線認定が廃止された（平成23年3月1日岐阜県告示第111号）。

## 概要
忠節停車場とは、2005年（平成17年）4月1日に廃止された、名古屋鉄道岐阜市内線・揖斐線の忠節駅のことである。同駅の廃止後も県道としてこの路線名が使用されていた。
本路線は名鉄線の専用軌道と並行に走っていた。起点側はそのまま市道に接続し、北側歩道・スーパーと薬局の駐車場の境目付近にコンクリート製の杭が打ち込まれていたのみであり、傍目には区別が付かなかった。

### 路線データ[1]
- 起点：忠節停車場（岐阜県岐阜市島栄町）
- 終点：岐阜県道91号岐阜美山線交点（岐阜県岐阜市 早田大通1交差点）

## 地理

### 通過していた自治体
- 岐阜県
  - 岐阜市

### 交差していた路線
- 忠節橋通り・岐阜県道91号岐阜美山線（岐阜市 早田大通1交差点）